# Papà Noè
Papà Noè (Second Noah) è una serie tv americana adatta a tutta la famiglia.

## Trama
Al centro della trama, le varie avventure di Noè e Jessie, marito e moglie che hanno adottato ben 8 figli.

## Cast
- Daniel Hugh Kelly as Noah Beckett
- Betsy Brantley as Jessie Beckett
- James Marsden as Ricky Beckett
- Deirdre O'Connell as Shirley Crockmeyer

## Episodi
| Stagione         | Episodi | Prima TV USA | Prima TV Italia |
| ---------------- | ------- | ------------ | --------------- |
| Prima stagione   | 12      | 1996         |                 |
| Seconda stagione | 9       | 1996-1997    |                 |